# Andrés Gonzales Luján
Andrés Aurelio Gonzales Luján (Callao, 8 de abril de 1968) es un exfutbolista y entrenador peruano. Se desempeñaba en la posición de delantero.

## Biografía
Andrés Gonzales nació en el Callao en 1968. Fue el menor de nueve hermanos de la familia Gonzales Luján.
Casado, es padre de tres hijos: Junior, Susan y Javier. Luego de retirarse emigró a los Estados Unidos, donde residió durante doce años. Graduado como técnico deportivo, trabaja con menores en el Instituto Peruano del Deporte (IPD) y es director técnico de la selección de fútbol de la Universidad Privada del Norte (UPN). Integra el equipo del programa Sueños de barrio en la televisión por cable.

## Trayectoria
Debutó con Sport Boys en 1985, luego pasó a Universitario de Deportes, saliendo bicampeón (1992-1993). Jugó en el Real Betis de España (1994), Alianza Lima (1996-97), Vanguard Huandao de China (1997), Deportivo Pesquero (1998), Sporting Cristal (1999) y Alianza Atlético (2000).
Retirándose en el año 2002 jugando con el Juan Aurich, de Chiclayo. Debido a sucesivos robos de sus bienes tanto en Chiclayo como en Lima, se animó a viajar a los Estados Unidos, radicándose en el condado de Garland, en la ciudad de Dallas, junto con su esposa Marlene Arbildo y sus cuatro hijos: Flavia (n. 1984), Junior Andrés (n. 1991), Susana (n. 1993) y Javier André.

## Selección peruana
En 1987, fue convocado a la selección sub-20  que participó en Colombia.
Fue internacional con la selección de fútbol del Perú en dieciocho ocasiones y marcó dos goles. Debutó el 10 de septiembre de 1989 en un encuentro por las eliminatorias para la Copa Mundial de 1990 ante la selección de Bolivia que finalizó con marcador de 2-1 a favor de los bolivianos. Su último encuentro con la selección lo disputó el 14 de agosto de 1996 en la victoria por 3-0 ante Costa Rica.

### Participaciones en Copa América
| Copa              | Sede    | Resultado        |
| ----------------- | ------- | ---------------- |
| Copa América 1991 | Chile   | Primera fase     |
| Copa América 1993 | Ecuador | Cuartos de final |

## Clubes
| Club                      | País          | Año           | Partidos | Goles |
| ------------------------- | ------------- | ------------- | -------- | ----- |
| Sport Boys                | Perú          | 1985-1987     | 48       | 17    |
| Universitario de Deportes | Perú          | 1988-1994     | 136      | 71    |
| Real Betis                | España        | 1994-1995     | 6        | 0     |
| Sport Boys                | Perú          | 1995          | 15       | 4     |
| Alianza Lima              | Perú          | 1996-1997     | 41       | 8     |
| Vanguard Huandao          | China         | 1997          | 13       | 6     |
| Querétaro F. C.           | México        | 1998          | 2        | 0     |
| Deportivo Pesquero        | Perú          | 1998          | 35       | 16    |
| Sporting Cristal          | Perú          | 1999          | 12       | 2     |
| Alianza Atlético          | Perú          | 2000-2001     | 31       | 8     |
| Juan Aurich               | Perú          | 2002          | 13       | 1     |
| Total carrera             | Total carrera | Total carrera | 352      | 133   |

## Palmarés

### Campeonatos nacionales
| Título                    | Club                      | País | Año  |
| ------------------------- | ------------------------- | ---- | ---- |
| Primera división del Perú | Universitario de Deportes | Perú | 1990 |
| Primera división del Perú | Universitario de Deportes | Perú | 1992 |
| Primera división del Perú | Universitario de Deportes | Perú | 1993 |
| Primera división del Perú | Alianza Lima              | Perú | 1997 |